# Taubenkogel
Taubenkogel – szczyt w grupie Dachstein, części Północnych Alp Wapiennych. Leży w Austrii w kraju związkowym Górna Austria. Szczyt można zdobyć ze schroniska Simonyhütte (2205 m).